# Eva Gouel
Eva Gouel, geborene Eve Gouel, auch bekannt als Marcelle Humbert (* 1885; † 14. Dezember 1915), war die zweite Lebensgefährtin von Pablo Picasso zu Beginn seiner kubistischen synthetischen Periode.

## Bedeutung
Eva Gouel wurde 1885 in Vincennes als Tochter von Adrian Gouel und Marie-Louise Ghérouze geboren. Am Ende des Jahres 1911 lernte Picasso Eva Gouel in Paris kennen. Zu dieser Zeit nannte sich Eva im öffentlichen Leben oft Marcelle Humbert, wie viele Frauen im damaligen Paris benutzte sie verschiedene Namen. Im Mai 1912 trennten sich Picasso und seine erste Lebensgefährtin Fernande Olivier. Am 18. Mai reiste er mit Eva, die er seinem Freund, dem Maler Louis Marcoussis, ausgespannt hatte, über Avignon nach Céret in den Pyrenäen. Da aber auch Fernande erwartet wurde, fuhr er am 21. Juni mit Eva zurück nach Avignon und mietete sich in Sorgues-sur-l'Ouvèze, einer kleinen Stadt nördlich von Avignon, die Villa „Les Clochettes“. Ende Juli-Anfang August 1912 trafen auch Picassos Freund und Malerkollege Braque mit seiner Frau Marcelle in Sorgues ein, die sich ein Haus in der Nachbarschaft mieteten. Am 23. September verließen Picasso und Eva Gouel Avignon und richteten sich, in Paris angekommen, eine Wohnung am Boulevard de Raspail 242 ein.
Mitte Dezember reiste das Paar für einen Monat nach Ceret und Barcelona und verbrachte auch das Frühjahr und den August 1913 gemeinsam in Ceret; sie unternahmen Ausflüge nach Figueres und Girona. Vom 17. Juni bis zum 17. November 1914 wohnten Eva und Picasso in Avignon, wo sie in der Rue Saint Bernard 14 ein „spanisch anmutendes“ Haus mieteten.
Picasso bildete Eva auf seinen kubistischen Bildern nicht direkt, sondern in Wortfragmenten ab. „Seine Gegenstände sind seine Liebschaften, nie hat er einen Gegenstand gemalt, zu dem er nicht in einem emotionalen Verhältnis stand.“ Eva erscheint auf seinen Bildern angedeutet in Fragmenten wie J’aime Eva, Jolie Eva oder Ma Jolie, so berichtet es der Galerist Daniel-Henry Kahnweiler in seinem Buch Ästhetische Betrachtungen aus dem Jahr 1968.
Anfang 1915 erkrankte Eva Gouel an Tuberkulose und wurde am 15. Februar operiert. Doch verbesserte sich ihre gesundheitliche Lage nicht entscheidend. Sie starb am 14. Dezember im Krankenhaus von Auteuil. Von ihrem Tod war Picasso sehr betroffen, und er stürzte ihn in Depressionen. Eine kleine Gruppe von Freunden, unter ihnen Max Jacob und Juan Gris, begleitete Picasso zum Friedhof. Bald darauf schuf Picasso die Bleistiftzeichnungen Eva morte und Eva sur son lit de mort. Picasso fand Trost bei Gaby Depeyre, die am Montmartre nahe seinem Studio wohnte. Die junge Frau erwiderte Picassos Liebe jedoch nicht und heiratete im folgenden Jahr den amerikanischen Künstler Herbert Lespinasse.